# 近衛経熙
近衛 経熈（このえ つねひろ、旧字体：近󠄁衞 經熈）は、江戸時代中期の公卿。官位は従一位・右大臣。近衛家25代当主。

## 経歴
太政大臣・近衛内前の子。安永4年閏12月2日（1776年1月22日）左近衛大将に就任。安永8年3月29日（1779年5月15日）内大臣となる。
安永10年1月8日（1781年1月31日）左近衛大将を辞し、同日従一位に叙される。天明7年5月26日（1787年7月11日）内大臣を辞任。
天明7年5月26日（1787年7月11日）右大臣となる。寛政3年11月28日（1791年12月23日）右大臣を辞す。
寛政11年（1799年）、薨去。

## 系譜
- 正室：泰宮薫子 - 有栖川宮職仁第四王女
  - 男子：近衛基前（1783-1820）
- 婚約者：多鶴 - 毛利親著娘
- 生母不明の子女
  - 男子：亮深 - 大覚寺43代門跡
  - 男子：義海（1788-1832）
  - 女子：近衛熙子 - 東本願寺二十代法主達如室
- 養子
  - 女子：茂姫[1] - 実父は島津重豪[注釈 1]

### 近衛家
近衛家は、藤原忠通の子である近衛基実を始祖とし、五摂家の一つであった。

### 皇室との関係
後陽成天皇の男系七世子孫である。後陽成天皇の第四皇子で近衛家を継いだ近衛信尋の男系後裔。

詳細は皇別摂家#系図も参照のこと。